# Narciso Pena
Narciso Peña es un lugar designado por el censo ubicado en el condado de Starr en el estado estadounidense de Texas. En el Censo de 2010 tenía una población de 30 habitantes y una densidad poblacional de 1.447,88 personas por km².

## Toponimia
Toma su nombre de un mercader mexicano, don Narciso Peña.

## Geografía
Narciso Peña se encuentra ubicado en las coordenadas 26°18′7″N 98°38′27″O / 26.30194, -98.64083. Según la Oficina del Censo de los Estados Unidos, Narciso Peña tiene una superficie total de 0.02 km², de la cual 0.02 km² corresponden a tierra firme y (0%) 0 km² es agua.

## Demografía
Según el censo de 2010, había 30 personas residiendo en Narciso Peña. La densidad de población era de 1.447,88 hab./km². De los 30 habitantes, Narciso Peña estaba compuesto por el 93.33% blancos, el 0% eran afroamericanos, el 6.67% eran amerindios, el 0% eran asiáticos, el 0% eran isleños del Pacífico, el 0% eran de otras razas y el 0% pertenecían a dos o más razas. Del total de la población el 100% eran hispanos o latinos de cualquier raza.